# ایوان بتسکوی

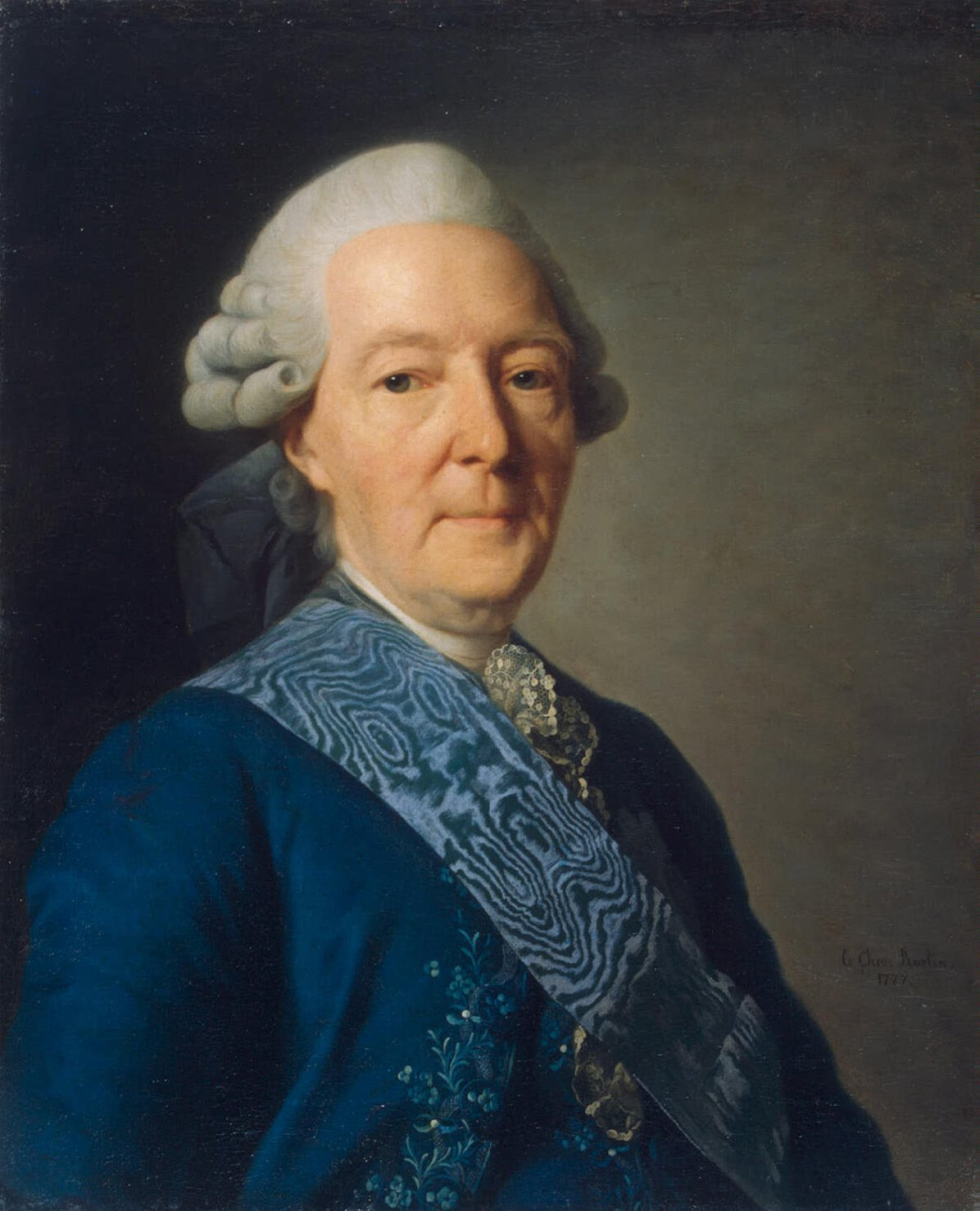
پرتره ایوان ایوانوویچ بتسکوی اثر الکساندر روسلین (۱۷۷۷)
سنت پترزبورگ، موزه ارمیتاژ

ایوان ایوانوویچ بتسکوی (به روسی: Ива́н Ива́нович Бе́цкой  </link> ; ۱۴  [سبک قدیمی: ۳ فوریه] ۱۷۰۴  – ۱۱ سپتامبر [سبک قدیمی: ۳۱ آگوست] ۱۷۹۵) اصلاح طلب امور آموزشی در امپراتوری روسیه بود و به مدت سی سال (۱۷۶۴-۹۴) به عنوان مشاور کاترین دوم در آموزش و رئیس آکادمی امپریال هنر خدمت کرد. مهمترین دستاورد حرفه طولانی او ایجاد اولین سیستم یکپارچه آموزش عمومی در روسیه بود.

## زندگی
والدین بتسکوی شاهزاده ایوان تروبتسکوی، فیلد مارشال روسی و معشوقه سوئدی او، بارونس فون ورد بودند. نام خانوادگی بتسکوی مخفف نام خانوادگی پدرش است.
او در استکهلم به دنیا آمد، جایی که تروبتسکوی در طول جنگ بزرگ شمال اسیر بود و قبل از پیوستن به هنگ سواره نظام دانمارکی برای دریافت آموزش نظامی به کپنهاگ رفت. در خدمت دانمارک بود که او از روی اسب افتاد و مجبور شد از خدمت بازنشسته شود. پدر بتسکوی فیلد مارشال تروبتسکوی که پسر دیگری جز او نداشت، او را در سال ۱۷۲۹ به روسیه فراخواند. در روسیه وی ابتدا به عنوان دستیار پدرش خدمت کرد و بعدها با مأموریت‌های دیپلماتیک به پایتخت های مختلف اروپا اعزام شد.
بتسکوی به طور فعال در کودتایی شرکت کرد که الیزاوتا پترونا را به سلطنت روسیه رسانید. امپراطور جدید برای سپاسگزاری از او مقام او را را به ژنرال سرگرد ارتقا داد و از او خواست تا در جوآنا الیزابت اهل هلشتاین-گوتورپ شرکت کند، دخترش کاترین به عنوان عروس برادرزاده و وارث ملکه، دوک بزرگ، پیتر انتخاب شد. در حقیقت، بتسکوی دو دهه قبل با یوهانا الیزابت رابطه دوستانه داشت، صمیمیت آنها شایعاتی را ایجاد کرد که کاترین دختر بیولوژیکی او است.

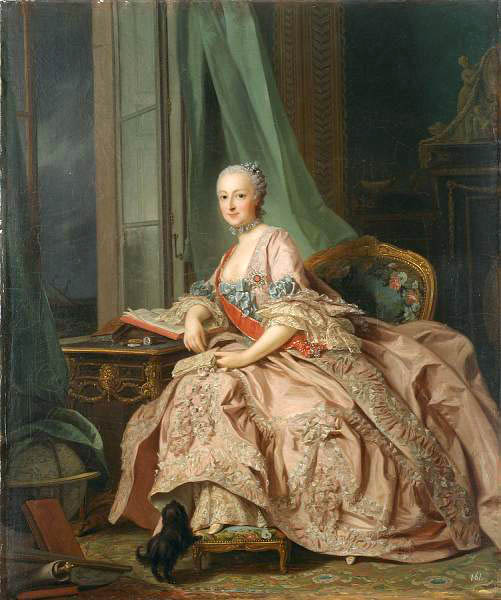
خواهر بتسکوی

پس از اخراج یوهانا الیزابت از روسیه در سال ۱۷۴۷، بتسکوی لازم دید که دفاتر خود را رها کند و در پاریس مستقر شود، جایی که ۱۵ سال بعد را در تجارت با دایره المعارف ها به ویژه ژان ژاک روسو گذراند. و از نظر دنیس دیدرو، او حداقل با او مکاتبه داشت. او توسط خواهر ناتنی‌اش، پرنسس آناستازیا ایوانونا، لندگراوین فون هسه-هومبورگ (اولین شوهرش شاهزاده دمتری کانتمیر، حاکم مولداوی بود) به بالاترین رده‌های اشراف فرانسوی معرفی شد.
پتر سوم بتسکوی را به روسیه فراخواند و او را مسئول کاخ ها و باغ های امپراتوری کرد. بتسکوی پس از رسیدن به سن پترزبورگ، آشنایی خود را با همسر حاکم (و دختر ادعایی خود) تجدید کرد و به او کمک کرد تا پیتر را در سال ۱۷۶۲ برکنار کند. امیدهای او برای سود بردن از سهم برجسته خود در این توطئه زیاد بود. اکاترینا داشکووا در خاطرات خود مواردی را به یاد می آورد که بتسکوی با سؤالاتی مانند "آیا من کسی نبودم که محافظان را تحریک می کردم؟" مگر من نبودم که به مردم پول می انداختم؟»

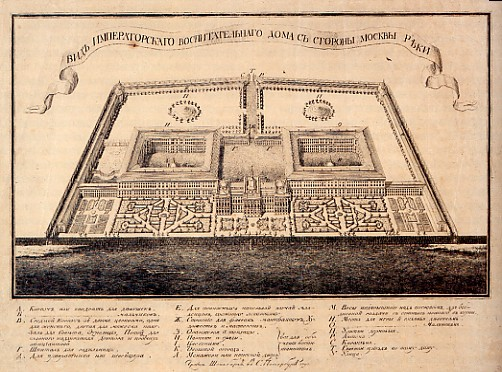
طرح بتسکوی برای خانه فاندلینگ در مسکو.

اگرچه بتسکوی تا سال ۱۷۶۴، زمانی که کاترین او را به ریاست آکادمی هنرهای امپراتوری منصوب کرد، هیچ سمت رسمی نداشت، با این حال بعدها او به یکی از ستون‌های تشکیلات روسیه تبدیل شد. طبقه بندی موقعیت او در دربار کاترین کار آسانی نیست. برخی از مورخان پست او را به عنوان "منشی شخصی" تعریف می کنند. دیگران بتسکوی را "وزیر آموزش غیر رسمی" ملکه می دانند. او یکی از معدود افرادی بود که در بیشتر دوران سلطنت کاترین دسترسی نامحدود روزانه به تزارینا داشت. به پیشنهاد او بود که اتین موریس فالکونه مأمور  ساخت مجسمه سوارکار برنزی شد. و او بود که گئورگ فون ولتن را برای طراحی یک حصار آهنی باشکوه برای باغ تابستانی استخدام کرد.
نفوذ بتسکوی تا اواخر دهه ۱۷۸۰ زمانی که تساهل کاترین نسبت به ایده‌های روشنگرانه کاهش یافت بدون وقفه ادامه داشت و بتسکوی به دلیل سن بالای خود "بازگشت به دوران کودکی" اعلام شد. او در نود و دو سالگی زمانی که به دلیل بیماری نابینا شده بود فوت کرد. بتسکوی هرگز ازدواج نکرد و املاک خود را به دختری طبیعی واگذار کرد که از لطف خاص کاترین برخوردار بود. او با خوزه دی ریباس، یک ماجراجوی اسپانیایی که شهر اودسا را تأسیس کرد، ازدواج کرد.

## اصلاحات آموزشی

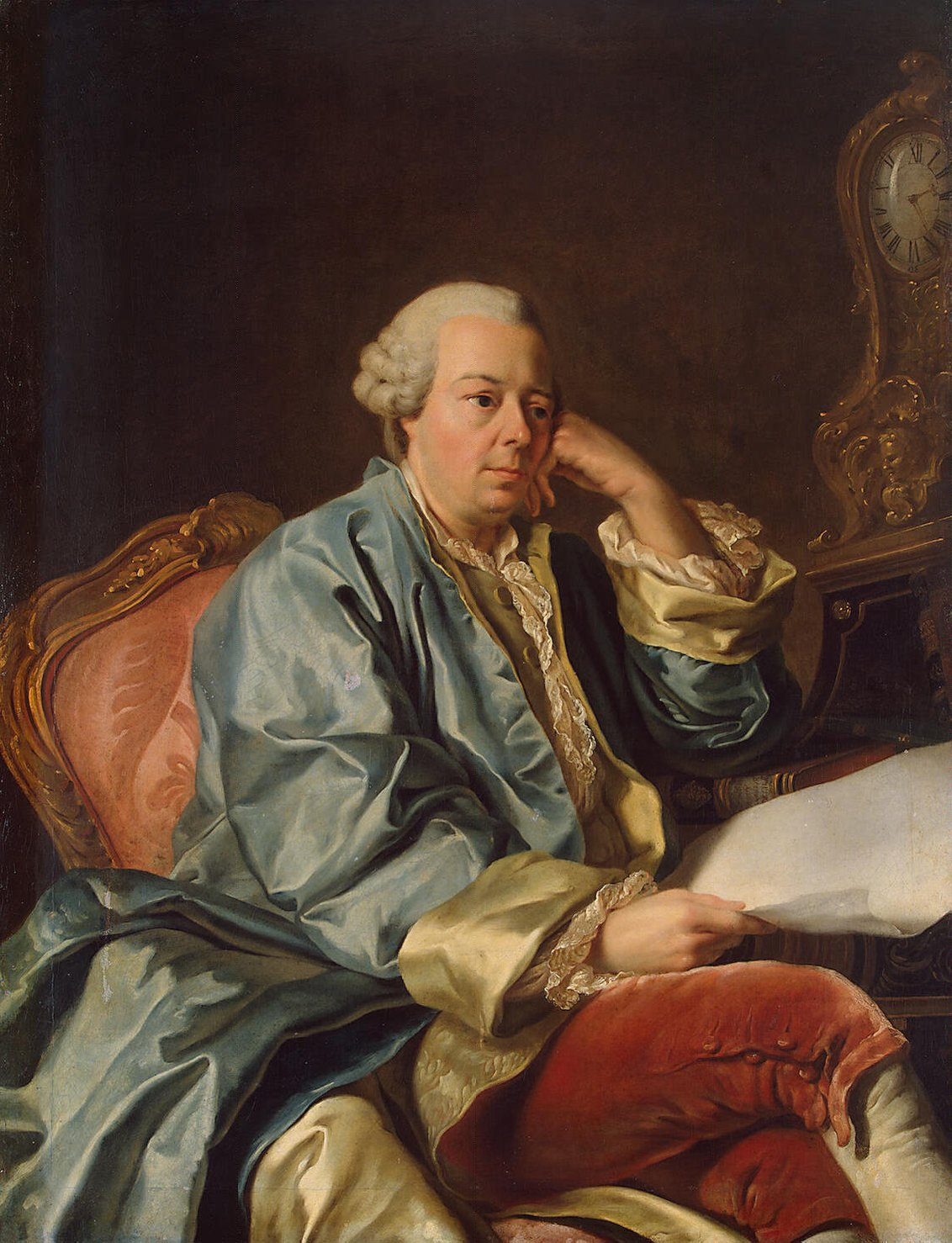
پرتره ایوان بتسکوی، اثر الکساندر روسلین (۱۷۹۱).

در سال ۱۷۶۳، بتسکوی اساسنامه ای را برای آموزش جوانان هر دو جنس به کاترین ارائه کرد که بر مبنای استناداتی از کامنیوس، جان لاک و روسو بود. این اساسنامه حاوی پیشنهادی برای آموزش جوانان روس از هر دو جنس در مدارس شبانه روزی دولتی بود که هدف آن ایجاد "نژاد جدید مردان" بود. بتسکوی تعدادی استدلال برای آموزش عمومی کودکان به جای استدلال تخصصی بیان کرد: "در بازآفرینی دروس خود با آموزش مبتنی بر این اصول، ما شهروندان جدیدی ایجاد خواهیم کرد." مدارس شبانه روزی بر اساس این تصور روسو که «انزوای دانش آموزان به مربیان آنها امکان می دهد تا از آنها در برابر رذایل جامعه محافظت کنند، به سایر مؤسسات آموزشی ترجیح داده می شدند». 
امپراتور پیشنهاد او را تأیید کرد و انجمنی برای آموزش دختران خوش‌زاده با بتسکوی به عنوان متولی تأسیس کرد. این موسسه به اصطلاح اسمولنی اولین مؤسسه آموزشی زنان در روسیه و یکی از اولین مؤسسات آموزشی در اروپا بود. اسمولنی قرار بود به محل تمرین ایده های روسو در مورد آموزش تبدیل شود: دختران – به عنوان مراکز آینده خانواده های خود تلقی می شوند – از هر تأثیر مخربی مصون بودند و تربیت اخلاقی آنها بیش از تربیت فکری اهمیت داشت. امپراتور شخصاً با برخی از دانش‌آموزان مکاتبه داشت و شاید مدرسه زنان را به‌عنوان تأیید جایگاه خود در اوج جامعه روسیه می‌نگریست. 
برای دانشجویان این مؤسسه، بتسکوی و کاترین دستورالعملی با عنوان وظایف انسان و شهروند ارائه کردند. این مقاله نه تنها وظایف دانش آموز در قبال خدا و جامعه را مورد بحث قرار می دهد، بلکه حاوی توصیه های عملی در مورد سلامت، بهداشت و سایر امور روزمره بود. مجموعه گسترده ای از کمک ها و راهنماهای بتسکوی در سال ۱۷۷۵ در آمستردام منتشر شد. این نسخه اصلاح شد و به دو جلد در سال‌های ۱۷۸۹-۱۷۹۱ چاپ شد.
بتسکوی که خود خارج از ازدواج به دنیا آمد و مشتاق کاهش دفعات کودک کشی بود، در کودکان نامشروع و یتیمان یک ماده ایده آل برای اجرای نظریه های آموزشی خود یافت. با نصیحت او بود که دو خانه بزرگ برای اولین بار در مسکو (۱۷۶۴) و سپس در سن پترزبورگ (۱۷۷۰) تأسیس شد. خانه بنیانگذار سن پترزبورگ پیشروی دانشگاه مدرن هرزن بود.  تشویق او به تحصیل برای پسران بازرگان کم‌تر نبود. بتسکوی از این واقعیت ابراز تأسف کرد که «ما فقط دو طبقه جامعه داریم، یا دهقانان یا نجیب‌زادگان» و تلاش کرد با تأسیس یک مدرسه تجاری در مسکو، به رشد آگاهی طبقه متوسط کمک کند.

## بیشتر خواندن
- AS Lappo-Danilevsky. بتسکوی دوم و سیستم آموزشی او . SPb، 1904.
- نخست وزیر مایکوف ایوان ایوانوویچ بتسکوی: بیوگرافی . SPb، 1904.